# The New Vaudeville Band
The New Vaudeville Band è stato un gruppo creato nel 1966 dal compositore londinese Geoff Stephens per poter registrare l'ultima sua composizione "Winchester Cathedral" mettendo insieme un gruppo di session man di varie provenienze e ispirazioni.
Con grande sorpresa di Stephens, la canzone, ispirata alle orchestre da ballo degli anni 1920, diventò in autunno un successo mondiale, raggiungendo la Top 10 nel Regno Unito fino ad arrivare al primo posto negli Stati Uniti. Le vendite globali del singolo furono di oltre tre milioni di dischi, con tanto di certificazione RIAA che dava lo status di "disco d'oro". Il brano vinse anche un Grammy Award per la Miglior Canzone Contemporanea nel 1967. La voce solista era quella di John Carter, che precedentemente era una delle voci del gruppo The Ivy League. Carter aveva cantato una versione pubblicitaria del brano che piacque molto a Stephens, tanto che decise di mantenerla inalterata per la pubblicazione commerciale. Per imitare lo stile di Rudy Vallee, noto cantante degli anni '20, parte del brano è cantato attraverso un megafono. Venne registrato un primo long playing che venne distribuito alla fine del 1966 da Fontana Records, anch'esso intitolato Winchester Cathedral.
Quando Stephens ricevette moltissime richieste di esibizione del gruppo "The New Vaudeville Band" si trovò costretto a mettere insieme un nuovo gruppo, visto che la canzone era stata registrata da musicisti session-man ingaggiati solo per quella famosa registrazione. Venne contattato un gruppo emergente, la "Bonzo Dog Doo-Dah Band", che si avvicinava molto allo stile di musica di quel genere. Dato che solo Bob Kerr, di quel gruppo, era interessato alla questione, lasciò la Bonzo Dog Doo-Dah Band per aiutare Stephens e creare una versione "dal vivo" di "The New Vaudeville Band", che comprendeva il batterista Henri Harrison. Il cantante della versione "dal vivo" del gruppo era Alan Klein, che venne presentato come 'Tristram-Earl Settimo Cricklewood'.
Nel 1967, "The New Vaudeville Band" realizzò l'album dal vivo, preceduto dal singolo "Peek-A-Boo" e in febbraio raggiunse la posizione numero 7 della classifica "Official Singles Chart". Seguirono altri successi con "Finchley Central" (11ª posizione) e "Green Street Green" (37ª posizione), basati su impostazioni musicali di stile londinese e quindi meno attraenti per il pubblico americano. Nel 1968 il gruppo, dopo aver svolto un ruolo importante nella composizione della colonna sonora del film "The Bliss of Mrs. Blossom" e dopo i vari record di vendite, perse l'interesse da parte del pubblico in quanto stava cominciando a venir meno la novità.
La "The New Vaudeville Band" venne gestita da Peter Grant mentre Kerr lasciò il gruppo a seguito di controversie con Grant. Formò poi un proprio gruppo, "Bob Kerr Whoopee Band", che continuò ad esibirsi con Henri Harrison.
Nel 1979 venne realizzato privatamente un album che però non fu mai pubblicato, ma che riporta comunque, nelle note di copertina, che la band "ha raggiunto i gradi più alti di popolarità nella scena musicale britannica fino a raggiungere e conquistare il favore musicale negli USA e in Canada".